# Gyönk
Gyönk – miasto na Węgrzech w komitacie Tolna.

## Miasta partnerskie
- Darmstadt
- Griesheim
- Wilkau-Haßlau
- Bar-le-Duc